# The Peace of Wild Things
The Peace of Wild Things (Untertitel Singing and Saving the Poets) ist ein Jazzalbum von Jay Clayton. Die wohl 2007 im Mountain Rest Studio, New Paltz, New York entstandenen Aufnahmen erschienen 2008 auf Sunnyside Records.

## Hintergrund
Bei dieser Soloaufnahme zeige Clayton ihre übliche Art, auf ihre eigene ätherische Art Texte mit wortlosem Gesang zu kombinieren und dem musikalischen Geschehen gesprochene Prosa, Poesie und einen elektronischen Hintergrund hinzuzufügen, notierte Michael G. Nastos. Verwendung fanden Texte von E. E. Cummings, Lara Pellegrinelli und Wendell Berry. Zum Abschluss rezitiert Jay Clayton das Gedicht „No words Only a feeling / No questions Only a light / No sequence Only a being / No journey Only a dance“, das (entgegen den Liner Notes) nicht von Jeanne Lee selbst, sondern von deren verstorbenen Ehemann David Hazelton stammte.

## Titelliste
- Jay Clayton: The Peace of Wild Things (Sunnyside SSC 1198)[3]

1. Free Me (Text: E. E. Cummings) 7:35
2. Why Because (Text: E. E. Cummings) 2:40
3. Sometimes (Jay Clayton) 5:10
4. Let It Go (Text: E. E. Cummings) 1:48
5. Love Is a Place (Text: E. E. Cummings) 5:59
6. Sheila's Dream (Text: Lara Pellegrinelli) 2:37
7. Secrets of Living (Text: E. E. Cummings) 5:21
8. The Peace of Wild Things (Text: Wendell Berry) 5:04
9. No Words, Only a Feeling (Text: David Hazelton) 5:26

## Rezeption

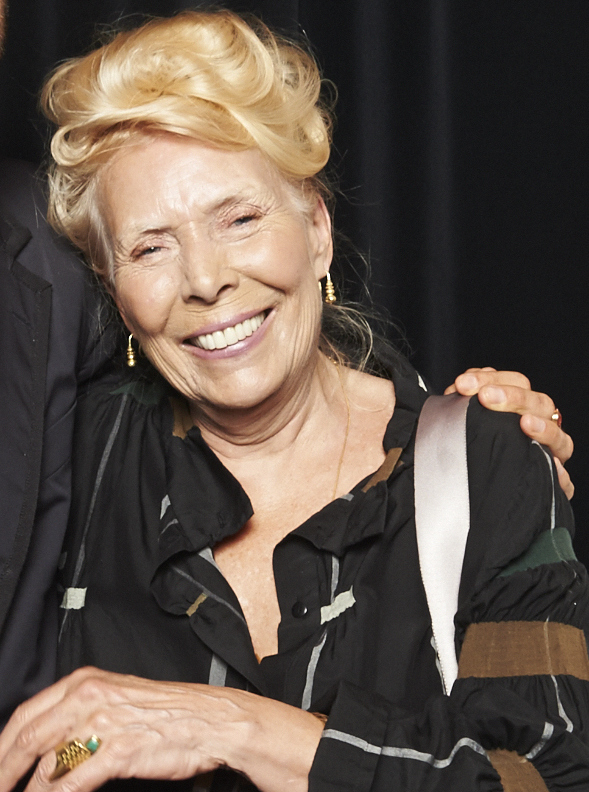
Joni Mitchell (2013)

Michael G. Nastos verlieh dem Album in Allmusic viereinhalb Sterne und schrieb, es sei keine Neuigkeit, dass Jay Clayton einer der phänomenalsten Sänger der kreativen Improvisationsmusik ist. Was sie an Flexibilität, Vielfalt, Beständigkeit und ausgeprägter Originalität biete, setze einen hohen Standard für alle anderen Vokalisten. Das Ergebnis sei jedoch ein anderes als jede andere Gesangsaufnahme, die man jemals, etwa von Urszula Dudziak, Grażyna Auguścik oder vielleicht der experimentelleren Seite von Joni Mitchell gehört habe. Was Clayton mitbringe, sei „pures elegisches Gespür, die Weisheit einer Erdenmutter, die Sinnlichkeit einer Sirene und eine herausgeforderte Seele.“ Von den vielen hervorragenden Projekten, die Jay Clayton angeboten hat, sei dies ihr wohl bestes Werk, das sehr zu empfehlen sei und die Kunst der improvisierten Vokalmusik auf ein neues Niveau hebe.
Die innovative Sängerin Jay Clayton habe ihre Karriere darauf aufgebaut, Risiken einzugehen und die Möglichkeiten zu erkunden, die der menschlichen Stimme innewohnen, meint Florence Wetzel (All About Jazz), und The Peace of Wild Things sei eine subtil experimentierfreudige Mischung aus Stimme, Elektronik und Poesie. Was an diesem Album so frisch klinge, sei der sparsame und großzügige Ansatz, den Clayton und ihr Co-Produzent Jay Anderson gewählt hätten; sie würden elektronische Effekte auf eine umsichtige Art und Weise einsetzen, die Claytons Gaben atmen lasse und die Poesie hörbar mache.